# Echiniscoides wyethi
Espèce
Echiniscoides wyethi est une espèce de tardigrades de la famille des Echiniscoididae.

## Distribution
Cette espèce est endémique du Maine aux États-Unis. Elle a été découverte sur Allen Island dans l'océan Atlantique.

## Étymologie
Cette espèce est nommée en l'honneur d'Andrew Wyeth.

## Publication originale
- Perry & Miller, 2015 : Echiniscoides wyethi, a new marine tardigrade from Maine, U.S.A. (Heterotardigrada: Echiniscoidea: Echiniscoididae). Proceedings of the Biological Society of Washington, vol. 128, no 1, p. 103-110.